# Mora (lingvistika)
Mora (plurál mory, přídavné jméno: morový; symbol μ) je fonologická jednotka určující váhu slabiky. V některých jazycích určuje důraz nebo trvání.
Definice mory se různí. Americký jazykovědec James D. McCawley ji roku 1968 například definoval jako „to, čeho má dlouhá slabika dvě a krátká slabika jedno“. Slabika tedy může být dlouhá čili silná s trváním dvou mor nebo krátká čili slabá s trváním jedné mory.
O morách lze mluvit například ve slovenštině, kde se uplatňují při popisu tzv. rytmického zákona. Oproti tomu v češtině popis pomocí mor nemá význam.
Termín mora je z latinského slova, které znamená „prodlení“.

## Mora v japonštině
Dalším jazykem, v němž je výhodné mluvit o morách, je japonština. Moru v ní tvoří samohláska (které může a nemusí předcházet souhláska), morová nazála (/N/) nebo morová obstruenta (/Q/). Význam mor v japonštině je patrný mimo jiné z uspořádání symbolů v japonských slabičných abecedách, zvaných souhrnně kana. Téměř každý znak kany totiž reprezentuje právě jednu moru.
Koncept mory se uplatní i v japonské poezii. Například tradiční básně haiku jsou tvořeny sedmnácti morami, kterým se v tomto kontextu říká on. Bývají rozepsány na třech řádcích, z nichž druhý má sedm mor a první a třetí mají po pěti morách. Jako příklad haiku lze uvést Bašóovu Žábu:
| ふ | る | い | け | や |    |    | 5 mor |
| -- | -- | -- | -- | -- | -- | -- | ----- |
| fu | ru | i  | ke | ja |    |    |       |
| か | わ | ず | と | び | こ | む | 7 mor |
| ka | wa | zu | to | bi | ko | mu |       |
| み | ず | の | お | と |    |    | 5 mor |
| mi | zu | no | o  | to |    |    |       |